# دیگر داوسون
دیگر داوسون (انگلیسی: Digger Dawson؛ زادهٔ 1905) بازیکن فوتبال اهل بریتانیا است.
از باشگاه‌هایی که در آن بازی کرده‌است می‌توان به باشگاه فوتبال کرو آلکساندرا، باشگاه فوتبال کارلایل یونایتد، باشگاه فوتبال وورکینگتون ای. اف. سی، و باشگاه فوتبال یورک سیتی اشاره کرد.